# Musée national Eugène Delacroix

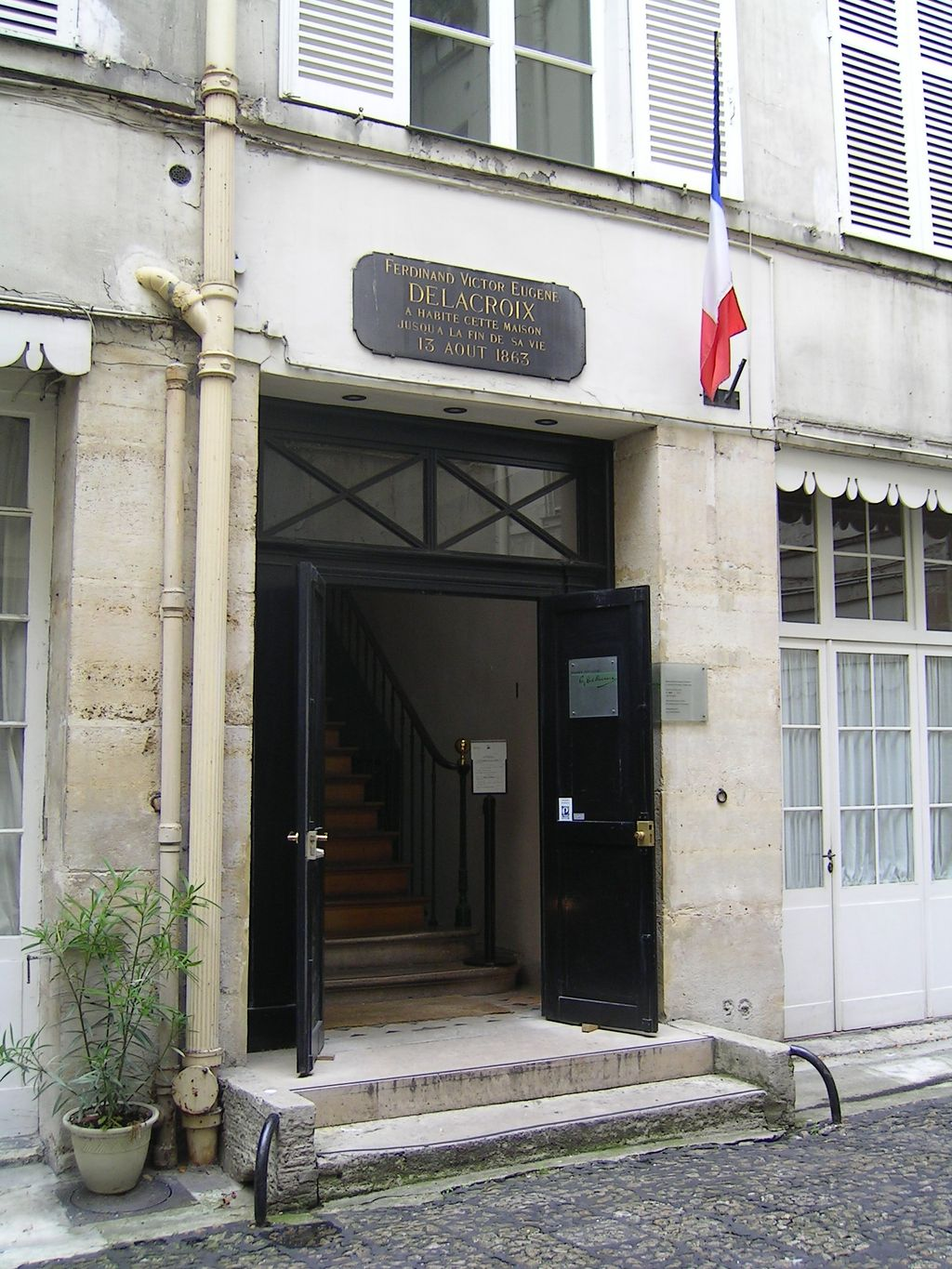
Der Eingang zum Museum

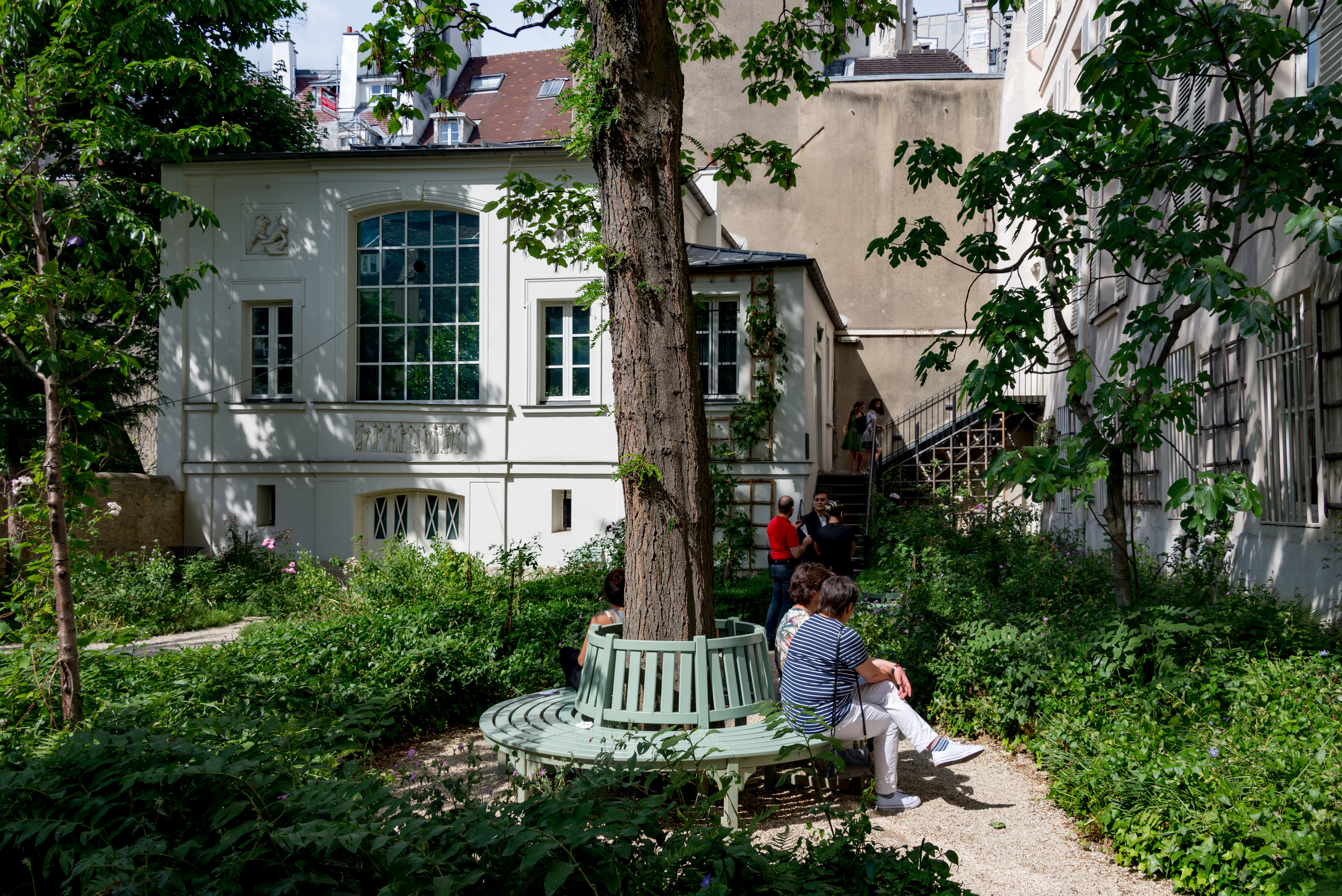
Gartenseite des Hauses mit Atelierfenster

Das Musée national Eugène Delacroix ist ein Museum, das dem Künstler Eugène Delacroix gewidmet ist. Es befindet sich in dem ehemaligen Wohnhaus von Delacroix in der Rue de Furstemberg im 6. Arrondissement in Paris.

## Geschichte
Eugène Delacroix bezog 1857 eine Wohnung in dem Haus aus dem 18. Jahrhundert und nutzte ein im Garten gelegenes kleines Hinterhaus als Atelier. Er lebte hier bis zu seinem Tode 1863. In den folgenden Jahren bewohnten mehrere Mieter die Wohnung, doch als das Atelier abgerissen werden sollte, bildete sich Widerstand. Der Maler Maurice Denis gründete 1920 mit Gleichgesinnten die Gesellschaft der Freunde von Eugène Delacroix. Man mietete zuerst das Atelier und später auch die Wohnung und versuchte, einen Ort zum Gedenken und zur Information über Leben und Werk von Delacroix zu schaffen. Ab 1932 organisierte man regelmäßig Ausstellungen und Konzerte.
Als das Haus 1952 verkauft werden sollte, beschloss man, die Sammlung des Fördervereins an die französischen Nationalmuseen zu veräußern, um Wohnung, Atelier und Garten kaufen zu können. 1954 übergaben die Vereinsmitglieder das Haus an die Republik Frankreich, damit das Kulturministerium ein Museum einrichten konnte. 1971 wurde das Museum eingeweiht und zum Nationalmuseum erklärt, 1991 wurden Haus, Garten und Atelier zum Monument historique erklärt. 2004 wurde das Museum dem Louvre unterstellt.

## Museum
Atelier und Wohnung von Delacroix können besichtigt werden. Das Museum beherbergt heute eine umfangreiche Sammlung an Gemälden, Zeichnungen und Druckgrafiken des Malers, aber auch Briefe und Mobiliar. Zu sehen sind auch Kunstgegenstände aus Nordafrika, die Delacroix bei seinen Reisen erwarb. Außerdem gibt es eine umfangreiche Bibliothek und ein Dokumentationszentrum. Das Haus wird für Ausstellungen, Konzerte, Lesungen und Konferenzen genutzt.